# クリス・マン (歌手)
クリストファー・マイケル"クリス"・マン（Christopher Michael "Chris" Mann, 1982年5月5日 - ） は、アメリカ合衆国カンザス州ウィチタ出身でクラシックの経験を積んだシンガーソングライター。
2012年、NBCのオーディション番組『ザ・ヴォイス』第2シーズンで第4位を獲得した。チーム・クリスティーナ内の第1位獲得者として決勝戦に進んだ。
2015年5月よりミュージカル『オペラ座の怪人』北米ツアーの怪人役で主演している。

## キャリア

### 生い立ち
2000年、カンザス州ウィチタにあるウィチタ・サウスイースト高等学校卒業後、ヴァンダービルト大学に進学した。2004年、ヴァンダービルト大学ブレア音楽学校声楽科を卒業した。在学中、フラタニティSigma Nu に所属し、会員名は「バターカップ(キンポウゲ)」であった。
卒業後、ヨーロッパのイタリア・オペラに出演していた。ロサンゼルスに移住し、『glee/グリー』にてダルトン・アカデミーのウォーブラーズなどのグループでの歌唱など、多くの映像作品に出演し、2010年にはサンダンス映画祭やAFI特別功労賞授賞式などに出演した。
これまで映画『アバター』、『glee/グリー ザ・コンサート 3Dムービー』、『ジュリエットからの手紙』、『塔の上のラプンツェル』、『セックス・アンド・ザ・シティ2』、『スマーフ』、『2012』、『The Philanthropist 』などに出演してきた。彼によるアシュリー・シンプソンの『L.O.V.E. 』のカバーはクロエ・カーダシアンとラマー・オドムのリアリティ番組『Khloé & Lamar 』第2シーズンのコマーシャルで使用され、ヘザー・ヘドリーとレコーディングを行ない、キャサリン・マクフィーとデュエットし、インディア・アリーやイディナ・メンゼルのコンサート・ツアーに同行した。

### 『ザ・ヴォイス』
2012年、オーディション番組『ザ・ヴォイス』第2シーズンに出演し、ジャメイン・ポール、ジュリエット・シムズ、トニー・ルッカに続く第4位を獲得した。初登場時、アンドレア・ボチェッリの『Because We Believe (Ama Credi E Vai) 』を歌唱し、審査員のクリスティーナ・アギレラとシーロー・グリーンが獲得に乗り出し、彼は最初から望んでいたアギレラを選んだ。
ジェニファー・ラッシュの『パワー・オブ・ラヴ』のデュエットでモニーク・ベナボウと対戦し、生放送ラウンドに進出した。生放送初回、サイモン&ガーファンクルの『明日に架ける橋』を演奏し、視聴者投票により次のラウンドに進出した。準々決勝ではコールドプレイの『美しき生命』を演奏し、視聴者投票により準決勝に進出し、『アヴェ・マリア』を演奏してリンジー・パヴァオに僅差で勝ち決勝戦に進出した。
最終戦ではソロでシークレット・ガーデンの『ユー・レイズ・ミー・アップ』を、アギレラとのデュエットでセリーヌ・ディオンとボチェッリの『The Prayer 』およびアギレラの『The Voice Within 』を演奏した。結果発表の放送回ではパヴァオとカトリーナ・パーカーと共にザ・ヴァーヴの『Bitter Sweet Symphony 』を演奏した。彼は常にアギレラ以外のコーチたちからも称賛されており、グリーンは「比類なき」声と語り、ブレイク・シェルトンは「パワフル」で「実に力のある歌手」と語った。

#### 演奏曲および結果

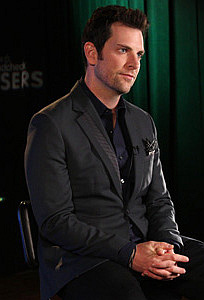
ウォルマートで『Roads 』のプロモーションをするクリス・マン

| エピソード | ラウンド                            | 曲                                                                          | オリジナル                                    | 出場順 | 結果                                                                                 |
| 1          | ブラインド・オーディション          | "Because We Believe (Ama Credi E Vai)"                                      | アンドレア・ボチェッリ                        | 5      | シーロー・グリーンとクリスティーナ・アギレラが振り向き、チーム・クリスティーナを選択 |
| 6          | バトル・ラウンド                    | デュエット パワー・オブ・ラヴ ("The Power of Love") with モニーク・ベナボウ | ジェニファー・ラッシュ                        | 3      | アギレラによる選択                                                                   |
| 10         | ライヴ・ラウンド                    | 明日に架ける橋 ("Bridge Over Troubled Water")                               | サイモン&ガーファンクル                       | 2      | 視聴者投票                                                                           |
| 14         | 準々決勝ライヴ                      | 美しき生命 ("Viva la Vida")                                                 | コールドプレイ                                | 8      | 視聴者投票                                                                           |
| 18         | 準決勝ライヴ                        | アヴェ・マリア ("Ave Maria")                                                | フランツ・シューベルト作曲                    | 3      | 視聴者投票                                                                           |
| 20         | 決勝戦ライヴ (コーチ・デュエット)   | デュエット "The Prayer" with クリスティーナ・アギレラ                       | セリーヌ・ディオン and アンドレア・ボチェッリ | 3      | 第4位                                                                                |
| 20         | 決勝戦ライヴ (コーチ・トリビュート) | "The Voice Within"                                                          | クリスティーナ・アギレラ                      | 5      | 第4位                                                                                |
| 20         | 決勝戦ライヴ (ソロ)                 | ユー・レイズ・ミー・アップ("You Raise Me Up")                               | シークレット・ガーデン                        | 9      | 第4位                                                                                |

### デュエット・アルバム
通常のスタジオ・アルバムのリリース前にクリスマスEPをリリースすることになった。2012年10月9日、EP『Home for Christmas 』がリリースされ、3週間後の10月30日、デュエット・アルバム『Roads 』がリリースされた。このEPはウォルマート限定販売で、デュエット・アルバムの曲はその後iTunesでリリースされた。

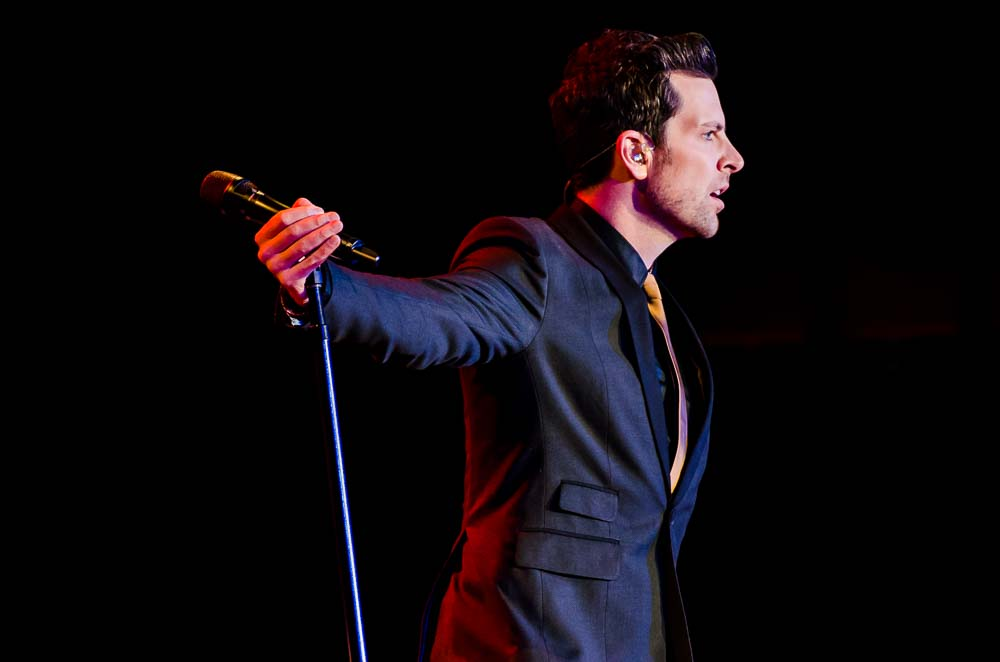
2013年、アイダホ州レクスバーグにて

### PBSスペシャル
上記EPおよびアルバムリリース直後、PBSにてコンサート・スペシャル『Chris Mann in Concert: A Mann for all Seasons 』が収録された。12月14日にミシガン州デトロイトのWTVSで公開され、その後DVDおよびCDがリリースされた The special will air nationwide on March 2013.。
アルバム『Roads 』のツアー準備中、PBSのクリスマス・スペシャル収録を告知した。8月17日にWTVSにて『Home for Christmas: The Chris Mann Christmas Special 』が公開されることになった。

### 『オペラ座の怪人』
2015年5月27日にアリゾナ州テンピにて開幕したミュージカル『オペラ座の怪人』北米ツアーの怪人役で主演している。

## ディスコグラフィ

### スタジオ・アルバム
| 題    | 詳細 | 最高順位 | 最高順位     | 最高順位       | 売上 |
| 題    | 詳細 | US       | US Classical | US Heatseekers | 売上 |
| ----- | --- | -------- | ------------ | -------------- | ---- |
| Roads | - リリース: 2012年10月30日 - レーベル: ユニバーサル・リパブリック・レコード - フォーマット: CD, デジタル・ダウンロード | 175      | 5            | 1              |      |

### シングル
| 年   | 題                       | 最高順位              | アルバム |
| 年   | 題                       | US Adult Contemporary | アルバム |
| ---- | ------------------------ | --------------------- | -------- |
| 2011 | "Beautiful Life"         | –                     | N/A      |
| 2011 | "Pretty Girl"            | –                     | N/A      |
| 2012 | "Roads"                  | 30                    | Roads    |
| 2012 | "O Come All Ye Faithful" | 20                    | N/A      |

### 他のチャート入りした曲
| 年   | 曲                                                | 最高順位 | 最高順位   | 最高順位       | 最高順位 | 売上         | アルバム       |
| 年   | 曲                                                | US       | US Digital | US Heatseekers | CAN      | 売上         | アルバム       |
| ---- | ------------------------------------------------- | -------- | ---------- | -------------- | -------- | ------------ | -------------- |
| 2012 | ユー・レイズ・ミー・アップ ("You Raise Me Up")    | 102      | 46         | 19             | –        | - US: 39,000 | non-album song |
| 2012 | "The Prayer" (featuring クリスティーナ・アギレラ) | 85       | 34         | –              | 75       | - US: 52,000 | non-album song |

### EP盤
| 年   | 題                 | 詳細 | 最高順位     |
| 年   | 題                 | 詳細 | US Classical |
| ---- | ------------------ | --- | ------------ |
| 2009 | Chris Mann         | - リリース: 2009年8月11日 - レーベル: アッパーカットUppercut - フォーマット: デジタル・ダウンロード              | –            |
| 2011 | Chris Mann         | - リリース: 2011年12月10日 - レーベル: ドロップド・エンタテイメント - フォーマット: デジタル・ダウンロード       | –            |
| 2012 | Home for Christmas | - リリース: 2012年10月9日 - レーベル: ユニバーサル・リパブリック・レコード - フォーマット: EP (ウォルマート限定) | 12           |

### フィーチャー歌手として
| Year | Single                        | Peak chart positions | Album       |
| Year | Single                        | US                   | Album       |
| ---- | ----------------------------- | -------------------- | ----------- |
| 2012 | "Redlight" (featuring Amiena) | –                    | Amiena - EP |

## 私生活
2013年、7年間交際していたローラ・パローと結婚した。